# Эмпириокритицизм
Эмпириокритици́зм, (др.-греч. ἐμπειρία — опыт и критика, «критика опыта» или «критика с позиций опыта»; также известен как «Второй позитивизм») — философское направление, родоначальником которого является Рихард Авенариус: отправным пунктом теории познания Авенариуса является не мышление или субъект, не материя или объект, а чистый опыт в том виде, в котором он непосредственно познаётся людьми.
Непосредственные данные, полученные индивидуумом через опыт, эмпириокритицизм принимает как то, что признается неоспоримым всем человечеством, составляет «естественное» понятие о мире и выражается в следующем постулате: «Всякий человеческий индивидуум первоначально преднаходит в отношении к себе окружающее с многоразличными составными частями, другие человеческие индивидуумы с разнообразными высказываниями и высказываемое в какой-либо зависимости от окружающего». Исходя лишь из этого постулата, эмпириокритицизм исследует методически отношение между данным индивидуумом, средой и другими индивидуумами (и их «высказываниями»).
В России идеи эмпириокритицизма стали предметом острой дискуссии. То обстоятельство, что в ней активное участие принял В. И. Ленин, а его книга «Материализм и эмпириокритицизм» была превращена после Октябрьской революции в канонический образец марксистской философии, обусловило распространение в СССР предвзятого представления об этом философском течении.